# Watertown Wolves
Die Watertown Wolves sind eine US-amerikanische Eishockeymannschaft aus Watertown, New York. Die Mannschaft wurde 2010 als Thousand Islands Privateers in Alexandria Bay gegründet und zur Saison 2010/11 in die Federal Hockey League aufgenommen. 2012 folgte zunächst der Umzug nach Watertown und 2014 die Umbenennung in Watertown Wolves.

## Geschichte
Das Franchise der Thousand Islands Privateers wurde im Frühjahr 2010 als eines der sechs Gründungsmitglieder der Federal Hockey League gegründet, in der sie seit der Saison 2010/11 am Spielbetrieb teilnehmen.
Ihre Heimspiele trugen die Thousand Islands Privateers im 3.500 Zuschauer fassenden Bonnie Castle Recreation Center. 
2012 zog das Franchise nach Watertown um und wurde 2014 in Watertown Wolves umbenannt.
In der Saison 2014/15 gewann das Team erstmals die Meisterschaft der FHL. Diesen Erfolg wiederholten sie in den Spieljahren 2017/18 und 2021/22.

## Bekannte Spieler
- Alex Goupil
- Carter Trevisani